# (669535) 2012 XR157
2012 XR157, também escrito como 2012 XR157, é um objeto transnetuniano que está localizado no Cinturão de Kuiper, uma região do Sistema Solar. Este corpo celeste é classificado como um twotino, pois, o mesmo está em uma ressonância orbital de 1:2 com o planeta Netuno. Ele possui uma magnitude absoluta de 6,28 e tem um diâmetro estimado de cerca de 207 km. O astrônomo Mike Brown lista este corpo celeste em sua página na internet como um candidato a possível planeta anão.

## Descoberta
2012 XR157 foi descoberto no dia 11 de dezembro de 2012.

## Órbita
A órbita de 2012 XR157 tem uma excentricidade de 0,230 e possui um semieixo maior de 48,039 UA. O seu periélio leva o mesmo a uma distância de 36,999 UA em relação ao Sol e seu afélio a 59,078 UA.